# Vondrákova vila
Vondrákova vila čili vlastní vila architekta Jaroslava Vondráka čp. 488, Západní 21, Praha 6 – Střešovice.

## Popis
Vlastní třípodlažní vila architekta Jaroslava Vondráka je dominantou západní strany Macharova náměstí. Byla navržena ve speciﬁckém expresivním výrazu, který v sobě kombinuje prvky moderny i rondokubismu. Architekt Vondrák byl jeden z vítězů veřejné urbanistické soutěže na „kolonii rodinných domků na Vořechovce“ a je autorem mnoha dalších staveb v okolí, včetně Ústřední budovy s kinem Ořechovka.
Půdorys je obdélný, s protilehlými půlválcovými rizality, severním a jižním. V suterénu bylo technické zázemí. V přízemí byla samostatným vstupem, navazujícím na branku oplocení, přístupná přijímací kancelář architekta a ateliér osvětlený z ulice dvěma velkými dvoukřídlými okny. Dalším vstupem ze zahrady byl přes předsíň a schodišťovou halu přístupný obývací pokoj s kuchyní a služebním zázemím. V patře jsou ložnice s koupelnou a velká terasa nad ateliérem, která byla podle návrhu autora v roce 1930 zasklena a dodnes funguje jako zimní zahrada.
Výrazným prvkem členícím fasádu jsou mohutné vykonzolované patrové římsy, jež jsou hladce omítány. Štít uliční fasády je po stranách zubovitě ukončen a doplněn hluboce vykonzolovanými nadokenními římsami. Kompozičním doplňkem štítu jsou dále „protichůdné“ šikmé pásy ozdobných prvků z režného zdiva. Shodné členění a zdobné prvky (režné zdivo, omítané římsy) se uplatňují i na mohutném dekorativním centrálním komínovém tělese, které je samostatným výtvarným dílem.
Zahrada je uspořádaná do dvou výškových úrovní. V horní úrovni je terasa obehnaná ze tří stran konstrukcí nezastřešené pergoly s režnými sloupky a obdélnými poli s dřevěnou konstrukcí s art- decovými motivy. Sloužila k letnímu posezení s přáteli či úředním jednáním. Oplocení pozemku koresponduje s fasádou domu.
V roce 2010 byl objekt navržen za kulturní památku.